# Oecophyllini
Oecophyllini – plemię mrówek z podrodziny Formicinae.
Głowę tych mrówek cechuje brak przyoczek, osadzone w połowie długości oczy, bardzo długi nadustek i położone daleko za jego tylną krawędzią panewki czułkowe. Czułki są złożone z 12 członów u samic i z 13 u samców. Obie płcie charakteryzuje silnie wydłużony pierwszy człon funiculusa czułków. Ich żuwaczki mają po 9 do 16 ząbków, z których trzeci licząc od wierzchołka jest zredukowany. U samców pazurki przedstopi są szczątkowe. Pozatułów ma płaty oraz eliptyczne przetchlinki osadzone nisko po jego bokach. Brzuszna krawędź wydłużonego pomostka ma w przekroju poprzecznym kształt litery V. W widoku bocznym helcium leży w połowie długości trzeciego segmentu odwłoka. Mrówki te potrafią wygiąć ciało tak by gaster znajdował się ponad skrzydłotułowiem.
Takson monotypowy, obejmuje tylko rodzaj Oecophylla Smith, 1860.